# カルロ・デル・プレーテ
カルロ・デル・プレーテ（Carlo Del Prete、1897年8月21日 - 1928年8月16日）は、イタリア王国の海軍軍人、パイロットである。アルトゥーロ・フェラーリンとともに、記録的な飛行を行った。
トスカーナ州のフィヴィッツァーノで名家に生まれた。海軍大学に入学し、在学中にリビアでの戦い（伊土戦争）に参加した。第一次世界大戦の開戦時にはアドリア海で戦艦ジュリオ・チェザーレに勤務し、後には空母アキアの建造検討に参加した。1918年にはガブリエーレ・ダンヌンツィオが率いる水雷艇によるオーストリア海軍の軍港フィウメ近郊のブッカリ湾の襲撃（「ブッカリの嘲り」）にも参加した。

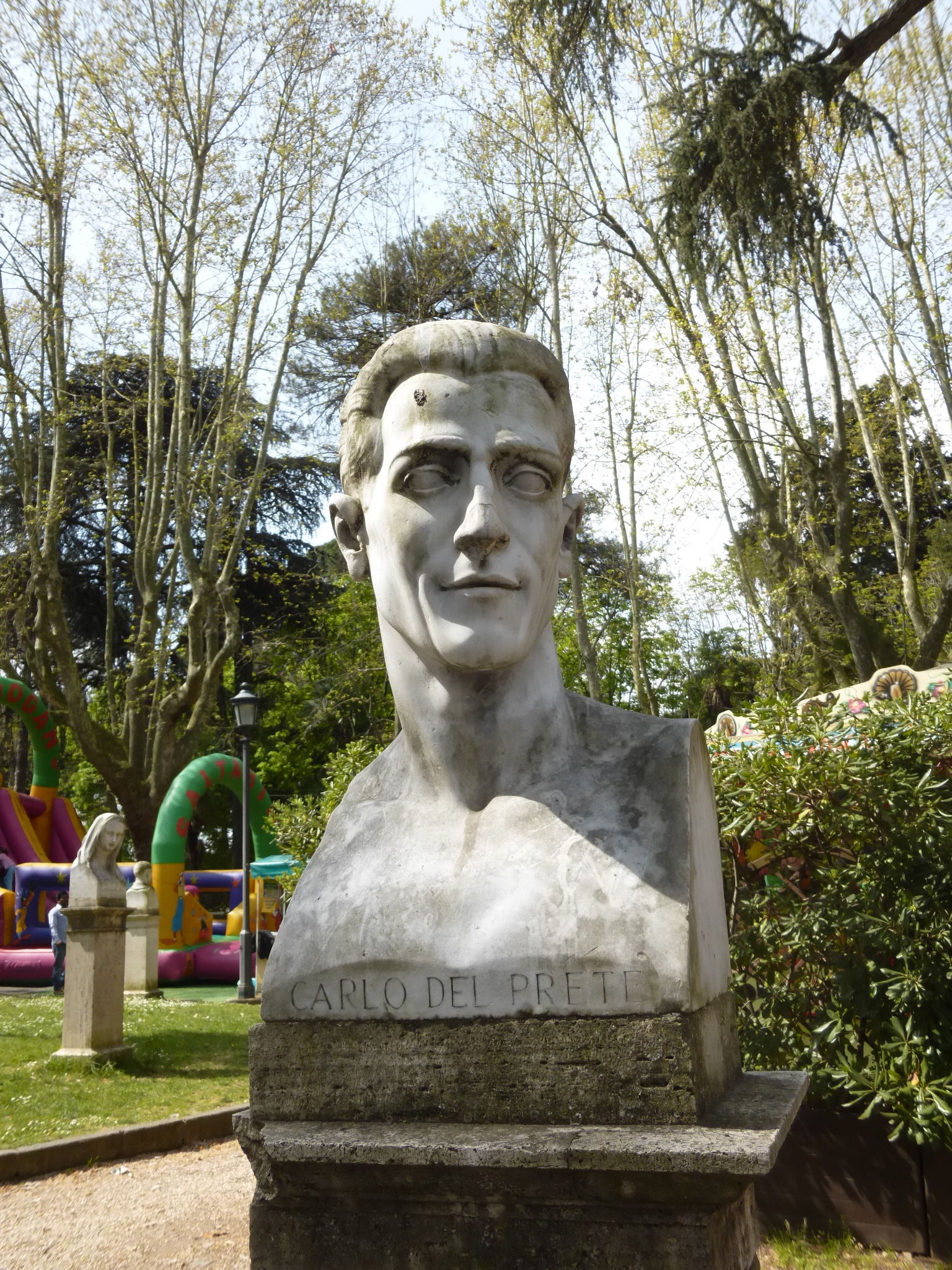
ローマ・ピンチョ公園のプレーテ像

飛行艇による記録飛行で知られ、1927年に、フランチェスコ・デ・ピネードとともに、サヴォイア・マルケッティ S.55「サンタ・マリア号」でセネガルのダカールから大西洋を越える飛行を行い、1928年にはアルトゥーロ・フェラーリンとサヴォイア・マルケッティ S.64で周回飛行の飛行距離7,666 kmの記録などを樹立した後、南大西洋を無着陸横断し、イタリアのモンテチェーリオからブラジルのナタール間の7,188 kmの飛行を行ない人々の大歓迎を受けた。この飛行の1か月あまり後、ブラジルでサヴォイア・マルケッティ S.62で飛行中に大きな事故をおこし、リオデジャネイロに運ばれて治療をうけたが死亡した。